# Newport (Isle of Wight)
Newport je město ležící na severu centrální části ostrova Wight na řece Medina, v místech, kde končí její splavnost. Podle sčítání z roku 2011 mělo město 25 496 obyvatel, což je oproti roku 2001 nárůst o 1 539.

## Historie
Nejstarší zmínky o městě jsou z 12. století. V roce 1377 napadly francouzské jednotky velkou část města, když útočily na hrad Carisbrooke, jehož obraně velel sir Hugh Tyrill. Francouzi byli odraženi a část jich byla pobita a vzata do zajetí.